# Cionus tuberculosus
Espèce
Cionus tuberculosus est une espèce d'insectes coléoptères de la famille des Curculionidae.

## Description
L'imago, qui mesure environ 4 mm de long, vit sur diverses scrofulaires. Cet insecte est proche de Cionus scrophulariae.

## Systématique
Le nom valide complet (avec auteur) de ce taxon est Cionus tuberculosus (J.A.Scopoli, 1763).
L'espèce a été initialement classée dans le genre Curculio sous le protonyme Curculio tuberculosus J.A.Scopoli, 1763.
Cionus tuberculosus a pour synonymes :
- Cionus verbasci (J.C.Fabricius, 1787)
- Curculio tuberculosus J.A.Scopoli, 1763
- Curculio verbasci J.C.Fabricius, 1787
- Rhynchaenus hortulanus (E.L.Geoffroy, 1785)
- Rhynchaenus verbasci (J.C.Fabricius, 1787)